# Маркканен, Вяйнё
Вяйнё Йоханнес Маркканен (фин. Väinö Johannes Markkanen; 29 мая 1929 — 10 июня 2022) — финский стрелок, олимпийский чемпион.
Вяйнё Маркканен родился в 1929 году в Палтамо. В 1964 году на Олимпийских играх в Токио он завоевал золотую медаль в стрельбе из пистолета на дистанции 50 м, установив при этом олимпийский рекорд.